# Mike Macdonald
Michael „Mike“ Macdonald (* 26. Juni 1987 in Boston, Massachusetts) ist ein US-amerikanischer American-Football-Trainer. Er ist seit 2024 Head Coach der Seattle Seahawks in der National Football League (NFL).

## Persönliches
Macdonald besuchte die Centennial High School in Roswell, Georgia, an der er zum Baseball- und Footballteam gehörte. Aufgrund von Verletzungen kam er allerdings nur zu wenig Spieleinsätzen.
Anschließend besuchte er für sein Wirtschaftsstudium die University of Georgia und schloss dieses mit summa cum laude ab. Seinen Master schloss er ebenfalls an der UGA in Sportmanagement ab.
Macdonald ist seit 2021 verheiratet. Im Dezember 2024 wurde er Vater von einem Sohn.

## Trainerkarriere

### Frühe Stationen
Während seines Studiums in Georgia begann Macdonald an der Cedar Shoals High School in Athens die Linebacker und Runningbacks zu trainieren.
2010 wechselte er als Assistenztrainer in der Trainerstab der Georgia Bulldogs und wurde dort 2011 zum Quality Control Coach für die Defense.

### Baltimore Ravens
Zur NFL-Saison 2014 absolvierte Macdonald zunächst ein Praktikum bei den Baltimore Ravens, woraufhin er anschließend 2015 als Defensive Assistant Coach eingestellt wurde. 2017 folgte die Beförderung zum Defensive Backs-Coach und ein Jahr später der Wechsel zu den Linebackers.

### Michigan Wolverines
Im Januar 2021 wurde Macdonald von der University of Michigan als Defensive Coordinator für die dortigen Wolverines eingestellt. Nach der Saison gehörte die Defense der Wolverines zu den zehn besten des Landes, sie wurden Conference-Champions und durften in den Play-offs der FBS spielen.

### Baltimore Ravens
Bereits 2022 kehrte Macdonald in die NFL zu den Baltimore Ravens zurück, wo er ebenfalls die Position des Defensive Coordinators erhielt.

### Seattle Seahawks
Im Januar 2024 wurde Macdonald von den Seattle Seahawks als neuer Head Coach vorgestellt.

## Bilanz als Head Coach
| Team       | Saison     | Saison | Saison      | Saison        | Saison | Saison              | Playoffs | Playoffs    | Playoffs | Playoffs   |
| Team       | Saison     | Siege  | Niederlagen | Unentschieden | Sieg % | Platz i.d. Division | Siege    | Niederlagen | Sieg %   | Ergebnisse |
| ---------- | ---------- | ------ | ----------- | ------------- | ------ | ------------------- | -------- | ----------- | -------- | ---------- |
| SEA        | 2024       | 10     | 7           | 0             | 0,588  | 2. NFC West         | –        | –           | –        | –          |
| SEA Gesamt | SEA Gesamt | 10     | 7           | 0             | 0,588  |                     | –        | –           | –        |            |
| NFL Gesamt | NFL Gesamt | 10     | 7           | 0             | 0,588  |                     | –        | –           | –        |            |